# Гартман фон Гельдрунген
Гартман фон Гельдрунґен (нім. Hartmann von Heldrungen) — 11-й великий магістр Тевтонського ордена з 1273 по 1282 рік.

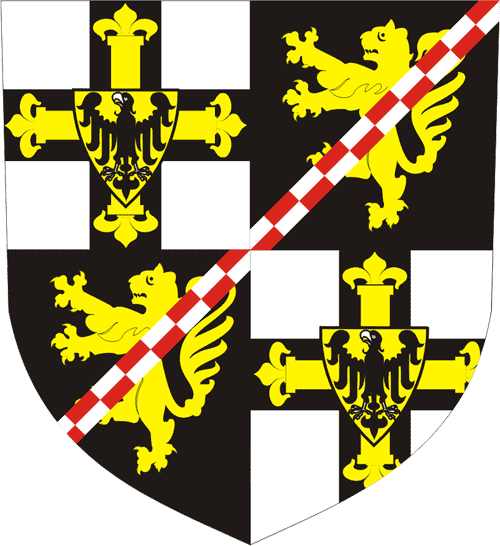
Герб великого магістра Гартмана фон Гельдрунґена

Походив з лицарського роду Гельдрунґен з Тюрингії. Після смерті батька став спадкоємцем всіх його володінь. У 1234 році разом зі своїм молодшим братом Германом вступив до Тавтонського ордену.
У 1238 році став комтуром Саксонії. Вважається, що був наближений до Великого магістра Конрада Тюринзького.
Брав участь у приєднанні Ордену мечоносців до Тевтонського ордену у 1237 році. Брав активну участь в діяльності ордену, у 1261—1263 роках обіймав посаду Великого комтура ордену. Пізніше був намісником Великого магістра Анно фон Зангерсхаузена, після смерті якого у 1273 році обраний Великим магістром ордену.
Проводив активну політику в Палестині та Прибалтиці. У Помор'ї орден отримав від місцевих князів ряд міст, у Пруссії було остаточно придушене велике повстання пруссів, проводилась німецька колонізація. Почався наступ на скальвів та надрувів, які були захоплені у 1274—1277 роках, пізніше — на Судову, яка була завойована у 1283 році.
Біженців-пруссів Великий князь Литовський Тройден розселив у Городні та Слонімі. Вважають, що скальви поселились у Жемайтії, надруви — у східній Литві.
У 1274 році хрестоносці збудували замок Динабург на Західній Двіні. Тройден розцінив це як акт агресії проти Литви і почав його облогу, яка, однак, скінчилась безрезультатно. У 1277 році литовсько-ятвязьке військо зруйнувало місто хрестоносців Кульм. У 1279 році хрестоносці дійшли до Кярнаве, але зазнали поразки у битві під Ашераденом. У 1281 році литовські війська розорили прусську землю Самбію.
Гартман фон Гельдрунґен помер 19 серпня 1282 року.